# Rob de Wijk
Rob de Wijk (Dordrecht, 14 augustus 1954) is een Nederlandse geschiedkundige en deskundige op het gebied van internationale betrekkingen en veiligheidsvraagstukken.

## Loopbaan
De Wijk studeerde geschiedenis aan de Rijksuniversiteit Groningen, waar hij in 1984 afstudeerde met de doctoraalscriptie Inflexible response? De invloed van de strategische nucleaire pariteit op het kernwapenbeleid. Hiervoor ontving hij de Huizinga-Kaegi-prijs en de Röling-prijs. Hij promoveerde in 1989 op het proefschrift Flexibility in response? Attempts to construct a plausible strategy for NATO, 1959-1989.
De Wijk is vanaf 2007 directeur van het Den Haag Centrum voor Strategische Studies (HCSS). Hij was tussen 1999 en 2008 hoogleraar Internationale Betrekkingen aan de Nederlandse Defensie Academie te Breda. Tot 2007 was hij enige jaren verbonden aan Instituut Clingendael. Van 2000 tot 2003 was hij ook directeur van het onderzoekscentrum van het RNMA. De Wijk was van 2000 tot 2013 verbonden aan de vakgroep Politicologie/Internationale Betrekkingen van de Universiteit Leiden. Van begin 2013 tot aan zijn emeritaat was hij verbonden aan de Campus Den Haag van diezelfde universiteit. Van 2013 tot december 2015 was De Wijk projectdirecteur van "The Hague Security Delta" (HSD). Daarnaast heeft hij adviesfuncties in binnen- en buitenland.
De Wijk is commentator op het gebied van veiligheidsvraagstukken en Europese integratie. Hij houdt als gastspreker voordrachten in het land en schrijft maandelijks voor het Energiepodium en wekelijks een column in Trouw. Samen met Arend Jan Boekestijn en Hugo Reitsma heeft hij een dagelijkse podcast voor BNR Nieuwsradio.

## Bijzonderheden
- Op 25 januari 2008 riep De Wijk in Trouw op om de meningsvrijheid van PVV-voorman Geert Wilders te beperken omdat Wilders de nationale veiligheid zou bedreigen met zijn voornemen om een film over de islam te maken.[1]
- Hoewel vaak geraadpleegd, gaf De Wijk in mei 2017 aan niet meer vlak na terroristische aanslagen als deskundige te willen optreden in de media.[2]

### Bestseller 60
| Boeken met noteringen in de Nederlandse Bestseller 60 | Jaar van verschijnen | Datum van binnenkomst | Hoogste positie | Aantal weken | Opmerkingen |
| ----------------------------------------------------- | -------------------- | --------------------- | --------------- | ------------ | ----------- |
| De nieuwe wereldorde                                  | 2019                 | 27-02-2019            | 39              | 7            |             |
| De slag om Europa                                     | 2021                 | 14-04-2021            | 10              | 5            |             |
| Het nieuwe IJzeren Gordijn                            | 2024                 | 24-04-2024            | 4               | 9            |             |